# Simen Agdestein
Simen Agdestein (ur. 15 maja 1967 w Askerze) – norweski szachista, arcymistrz od 1985 roku, były piłkarz.

## Kariera sportowa
W młodym wieku zapowiadał się na dobrego piłkarza i szachistę, w obu tych dyscyplinach osiągając sukcesy i skutecznie łącząc ich uprawianie. Na przełomie lat 80. i 90. znajdował się w reprezentacji Norwegii w piłce nożnej, w której rozegrał 8 spotkań (debiut w meczu przeciwko Włochom w roku 1988). Dobrze zapowiadającą się karierę przerwała kontuzja kolana, po której zrezygnował z gry w piłkę i zajął się szachami, kontynuując rozpoczętą w połowie lat 80. międzynarodową karierę.
W wieku 15 lat zdobył pierwszy tytuł mistrza Norwegii w otwartych mistrzostwach tego kraju. Do 2023 triumfował w mistrzostwach kraju łącznie 9 razy. W 1984 zdobył tytuł wicemistrza Europy juniorów w Groningen (za Walerijem Sałowem). Rok później zajął VI miejsce na turnieju międzystrefowym w Taxco de Alarcón, będąc blisko awansu do turnieju pretendentów oraz jako pierwszy Norweg otrzymał tytuł arcymistrza. W 1986 zajął II miejsce w mistrzostwach świata juniorów do 20 lat, rozegranych w Gausdal (za Walterem Arencibią, ale przed m.in. Jewgenijem Bariejewem i Viswanathanem Anandem). W 1996 podzielił I miejsce (wspólnie z Jonathanem Tisdallem i Predragiem Nikoliciem) w turnieju Reykjavík Open. W 1999 zwyciężył otwartym turnieju w Cappelle-la-Grande (wspólnie z Michaiłem Gurewiczem i Pawłem Tregubowem), w 2003 – w Port Erin na Wyspie Man, natomiast w 2004 – w Cannes (wspólnie z Mladenem Palacem). W 2013 zwyciężył w Oslo i Barcelonie, zajął II m. (za Andrei Istrățescu) w Dieppe oraz wystąpił w turnieju o Puchar Świata w Tromsø (w I rundzie przegrywając z Étienne'em Bacrotem).
Wielokrotnie reprezentował Norwegię w turniejach drużynowych, m.in.:
- dziewięciokrotnie na olimpiadach szachowych (w latach 1982, 1984, 1988, 1990, 1996, 2004, 2006, 2008, 2014); medalista: indywidualnie – złoty (1982 – na IV szachownicy)[7],
- na turnieju o Puchar Nordycki (Nordic Cup) (w roku 1983)[8].

Najwyższy ranking w dotychczasowej karierze osiągnął 1 lipca 2014 r., z wynikiem 2637 punktów, jednocześnie zajmując 3. miejsce wśród norweskich szachistów.
Agdestein pracuje jako nauczyciel szachów oraz piłki nożnej. Był również trenerem i menedżerem Magnusa Carlsena – mistrza świata od 2013.

## Wybrane publikacje
- How Magnus Carlsen became the Youngest Chess Grandmaster in the World, Interchess 2004, ISBN 90-5691-131-7